# Замок Транкозу
Замок Транкозу (порт. Castelo de Trancoso) — средневековый замок во фрегезии Санта-Мария города Транкозу округа Гуарда Португалии. Расположен на плато рядом с истоком реки Тавора, притока реки Дору, и замком Пенедону, с которым имеет общие черты. В настоящее время один из важных туристических объектов в регионе.

## История
Данные о времени освоения человеком данной местности отсутствуют.
Первое укрепление, положившее начало строительству замка, — оборонительная башня — была возведена в Транкозу в период Реконкисты, когда в начале X века область была захвачена дворянином Родриго Тедонисом, а затем перешла по наследству к его дочери, Шамоа Родригес, племяннице Мумадоны Диас. Первое упоминание о замке в Транкозу связано с завещанием, по которому замок, наряду с другими замками в регионе, передавался монастырю в Гимарайнше (960).
В течение следующего века область была окончательно завоевана леонским королём Фернандо I. При образовании графства Португалия Транкозу и его замок стали частью приданого графини Терезы.
После провозглашения независимости Португалии и в ходе конфликта с мусульманами замок был осажден ими (1140). Благодаря оперативным действиям короля Афонсу Энрикеша, угроза была ликвидирована. В 1173 город и замок были переданы королём ордену тамплиеров, которые занялись укреплением города.
Во время правления Саншу I (1185—1211) строительство стены вокруг города было завершено.
В контексте кризиса 1383—1385 годов в конце весны 1385 года пригороды Транкозу были разграблены кастильскими войсками на их пути к Визеу. Когда они возвращались обратно, им навстречу вышел алькальд Транкозу, Гонсалу Васкеш Коутинью, с войсками и разгромил кастильцев в битве при Транкозу (июнь 1385 года).
Жуан I (1385—1433) укрепил оборону города во время войн с Кастилией.
В середине XIX века часовня Святой Варвары внутри замковых стен была приспособлена под пороховой погреб. В это же время городской совет разрешил снос участков городской стены с целью повторного использования полученного таким образом камня для общественных работах, таких как асфальтирование дорог. В результате к началу XX века были снесены некоторые ворота и башни.
8 июля 1921 года замок и останки городской стены были объявлены национальным памятником. В 1930 году начались реставрационные работы.

## Архитектура
Замок сочетает элементы романского и готического стилей. Стены укреплены пятью башнями квадратной планировки, увенчанными зубцами. На южной стороне стены находится большой плац. Стена вокруг города изначально имела длину около километра и была усилена пятнадцатью башнями, а также имела четверо ворот.